# Bei'an
Bei'an (北安 ; pinyin : Běi'ān ; littéralement : « paix du Nord ») est une ville de la province du Heilongjiang en Chine. C'est une ville-district placée sous la juridiction de la ville-préfecture de Heihe.

## Démographie
La population du district était de 464 789 habitants en 1999.

## Économie
La production agricole comprend notamment des céréales et des oléagineux.